# Jessie Boucherett
(Emília) Jessie Boucherett (novembre del 1825 - 18 d'octubre del 1905) fou una feminista anglesa.

## Biografia
Nasqué al novembre del 1825 a North Willingham, prop de Market Rasen, Lincolnshire. El seu avi era el tinent coronel Ayscoghe Boucherett. L'educaren a l'escola de les quatre senyoretes Byerley (filles de Josiah Wedgwood, soci de Thomas Berles) a Avonbank, Stratford-on-Avon, on també havia estudiat Elizabeth Gaskell.
L'activitat de Jessie Boucherett pels drets de les dones s'inspirà en English Woman's Journal, que reflectia els seus propis objectius, i en un article en la Revista d'Edimburg sobre els problemes de les dones "supèrflues" a Anglaterra durant els anys intermedis del segle xix, quan hi havia moltes més dones que hòmens en la població.
El 21 de novembre del 1865, Jessie Boucherett, amb l'ajuda de Barbara Bodichon i Helen Taylor, proposà una reforma parlamentària per aconseguir el dret del vot per a les dones, tasca gens fàcil; hi calgué nombroses campanyes de conscienciació i sensibilització.
Amb Barbara Bodichon i Adelaide Anne Procter, Jessie Boucherett fundà la Societat per a la Promoció Laboral de les Dones al 1859. Al 1926 esdevingué la Societat per a la Promoció de la Formació de les Dones, que hui és l'organització benèfica Futures for Women.
El 1859, Jessie Boucherett i Procter entraren al grup Langham Place, que feia campanya per a millorar la situació de les dones, i va estar actiu entre 1857 i 1866. Jessie Boucherett lluità pel sufragi femení i per la Llei de Propietat de Dones Casades. Va fundar The Englishwoman's Review el 1866, i la dirigí fins al 1870, quan va fundar amb Lydia Becker el Women's Suffrage Journal.

## Obra
- Consells sobre l'autoajuda per a dones joves, 1863
- La condició de la dona a França, 1868
- Com proveir a dones supèrflues, en Josephine Butler, ed., Treball de les dones i cultura de les dones, 1869
- La posició industrial de la dona, en Theodore Stanton, ed., The Woman Question in Europe, 1884
- La condició de les dones treballadores i les lleis de fàbrica, amb Helen Blackburn, 1896

## Font
- F. Hays, Dones del dia, 1885.